# Meta shenae
Meta shenae là một loài nhện trong họ Tetragnathidae.
Loài này thuộc chi Meta. Meta shenae được miêu tả năm 2003 bởi Zhu, Song & Zhang.